# Mike Markkula
Armas Clifford "Mike" Markkula Jr. (11 februari 1942) is een Amerikaans zakenman die een van de eerste investeerders was in Apple Computer. Hij werd later president-directeur van Apple.
Hij werd gespeeld door de acteur Jeffrey Nordling in de film Pirates of Silicon Valley (1999). In de biografische film Jobs (2013) werd hij gespeeld door de acteur Dermot Mulroney.